# John Frank Stevens
Pour les articles homonymes, voir John Stevens, Frankie Stevens et Stevens.
John Frank Stevens (25 avril 1853- 2 juin 1943) est un ingénieur américain. Il a construit le Great Northern Railway aux États-Unis et fut l'ingénieur en chef du canal de Panama entre 1905 et 1907.

## Biographie
Stevens est né dans le Maine rural, près de West Gardiner. Son père était John Stevens, un tanneur et fermier, et sa mère était Harriet Leslie French. Il suivit des études à l'université du Maine à Farmington pendant deux ans, à la suite desquelles, en 1873, les conditions économiques moroses n'offrant guère d'opportunité de travail, il décida de rejoindre l'ouest.
Ses connaissances de l'ingénierie civile évoluèrent à la suite de son expérience dans le service municipal d'ingénieurs de Minneapolis. Pendant deux ans, il effectua une variété de tâche d'ingénierie, incluant l'arpentage et la construction de chemins de fer, et acquit ainsi une meilleure compréhension du domaine. Il devint un ingénieur de terrain, autodidacte et guidé par ce qu'il qualifiait de « détermination et ténacité de bouledogue ». En 1878, Stevens se maria avec Harriet T. O'Brien. Ils eurent cinq enfants, deux desquels moururent en bas âge.
À 33 ans, en 1886, Stevens fut le principal assistant ingénieur pour le Duluth, South Shore and Atlantic Railway, et chargé de construire la ligne de Duluth à Sault Ste. Marie, le long de la Péninsule supérieure du Michigan. Bien que son travail concernait initialement l'arpentage, il participa à toutes les phases : reconnaissance, localisation, organisation, et construction.

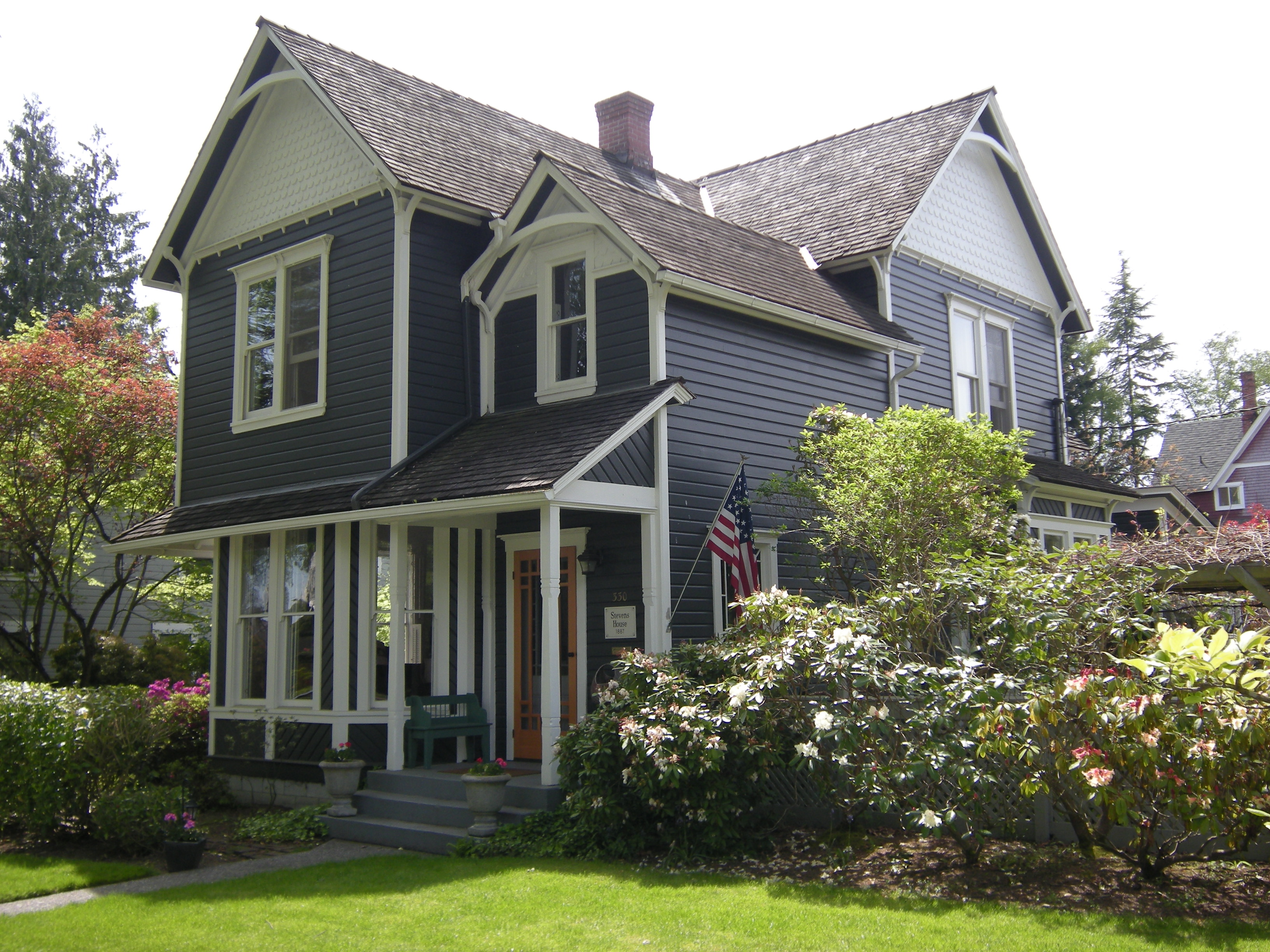
La demeure de Stevens à Snohomish, Washington, construite en 1887

En 1889, Stevens fut embauché par James J. Hill comme arpenteur/géomètre-topographe pour le Great Northern Railway. Il fut le premier euro-américain à découvrir la Marias Pass sur le Continental Divide. La Stevens Pass dans la Cascade Range fut nommée ainsi en son honneur. Hill le promut ingénieur en chef en 1895, puis manager général. Durant son passage à la Great Northern, Stevens a construit plus de 1600 kilomètres de voie ferrée, incluant le Cascade Tunnel.

## Le canal de Panama
Stevens quitta la Great Northern en 1903 pour la Chicago, Rock Island and Pacific Railroad, où il fut promu vice-president. En 1905, sous la recommandation de Hill, il fut alors recruté par Theodore Roosevelt comme ingénieur en chef du canal de Panama.
Le premier accomplissement de Stevens à Panama fut de construire l'infrastructure nécessaire à la complétion du canal ; il aimait à déclarer  "Le creusement est la tâche la plus aisée." Il poursuivit avec la construction d'entrepôts, de magasins d'outillage, et d'embarcadères. Des propriétés collectives pour le personnel furent construites pour y inclure hébergement, écoles, hôpitaux, églises, hôtels. Il lança un programme sanitaire intensif de contrôle des larves de moustique qui élimina de l'isthme la fièvre jaune et d'autres maladies. Conformément à sa formation, il vit aussitôt le projet du canal comme étant avant tout un problème d'ingénierie de chemin de fer, qui incluait donc la reconstruction du Panama Railway et il conçut un système reposant sur le rail pour évacuer la terre des excavations. Stevens plaida contre l'idée d'un canal construit au niveau de la mer, qu'il voyait comme une erreur  initiale de la première tentative de construction par les Français. Il réussit à convaincre Theodore Roosevelt de la nécessité d'un canal plus élevé reposant sur des barrages et des écluses.

## La démission
Stevens a démissionné soudainement du projet du canal en 1907, au grand dam de Roosevelt, lorsque 
son travail devint la construction du canal même.  En tant qu'ingénieur des chemins de fer, Stevens avait peu d'expertise dans la construction de barrages et d'écluses, et a probablement réalisé qu'il n'était plus la meilleure personne pour le reste du travail. 
Stevens aurait également réalisé que le grand tunnel de la chaîne des Cascades dont il était responsable était construit avec une déclivité a posteriori trop importante et qu'il allait de plus être en butte à des difficultés financières. Il demeure que les vraies raisons de sa démission n'ont jamais été élucidées.

## Carrière ultérieure
À la suite de l'effondrement de Empire russe en 1917, les chefs du gouvernement provisoire ont fait appel au président Wilson pour les aider avec leur système de transport. Stevens fut choisi pour présider un comité 
d'éminents experts américains des chemins de fer envoyés en Russie pour rationaliser et diriger un système qui était en pagaille ; il s'occupa ainsi du trans-sibérien. À la suite de la révolution d'Octobre, la chute du gouvernement provisoire rendit caduc le travail du comité. Stevens resta en Manchourie, occupée par les alliés,  et en 1919, il dirigea le comité technique inter-allié, chargé de l'administration des chemins de fer sibériens de l'est de la Chine. Il demeura dans une position de conseil jusqu'à ce que les troupes alliées occupantes se retirent. Après son retour en 1923 aux États-Unis, Stevens a continué à travailler comme ingénieur consultant, et termina sa carrière à Baltimore au début des années 1930. Il fut récompensé par la médaille de l'institut Franklin en 1930.  Il prit sa retraite à Southern Pines, en Caroline du Nord, où il décéda en 1943, à l'âge de 90 ans.